# スプーキー・エレクトリック
スプーキー・エレクトリック（SPOOKY ELECTRIC）は、京都、滋賀、大阪出身のメンバーからなる日本のロックバンド。

## 来歴
1986年、ヤマムラヤスヒロ（ボーカル/キーボード）と甲斐亘（ギター）が京都の大学のサークル内で組んだバンド「ガネーシャ」が前身。大学卒業後、同じサークルで別のバンドのギタリストだった丸山ヨシオをベーシストとして迎え、さらに丸山の知人だったRyanがドラムに加入して、現メンバーとなる。
90年代は関西のライブハウスを中心に活動を展開していたが、00年頃から東京を中心に活動している。
2008年1月、結成から20年を期に制作したファーストアルバム『SPOOKY ELECTRIC』をリリース。ファンク、ロック、プログレ、ワールドミュージックなどに影響を受けたハイブリッドなサウンドで、iTunes世界22カ国へのリリースが行なわれた。
2009年4月、2部作として告知された「STRATOS」シリーズの1作目『Stratos mk.1』をリリース、また「STRATOSツアー」を敢行。このツアーより、サポートメンバーとしてサックス奏者のチャーリーが参加している。
2010年12月、シリーズの完結作の『Stratos mk.2』をリリース。iTunesに加え、世界各国のAmazon MP3でもリリースされた。
『Stratos mk.2』よりチャーリーが正式メンバーとなる。

## ディスコグラフィー
- SPOOKY ELECTRIC (2008)
- Stratos mk.1 (2009)
- Stratos mk.2 (2010)